# اوآرپی پوزنان
اوآرپی پوزنان (به انگلیسی: ORP Poznań) یک کشتی است که طول آن ۹۵٫۸ متر (۳۱۴ فوت ۴ اینچ) می‌باشد.